# Ayuntamiento Rojo

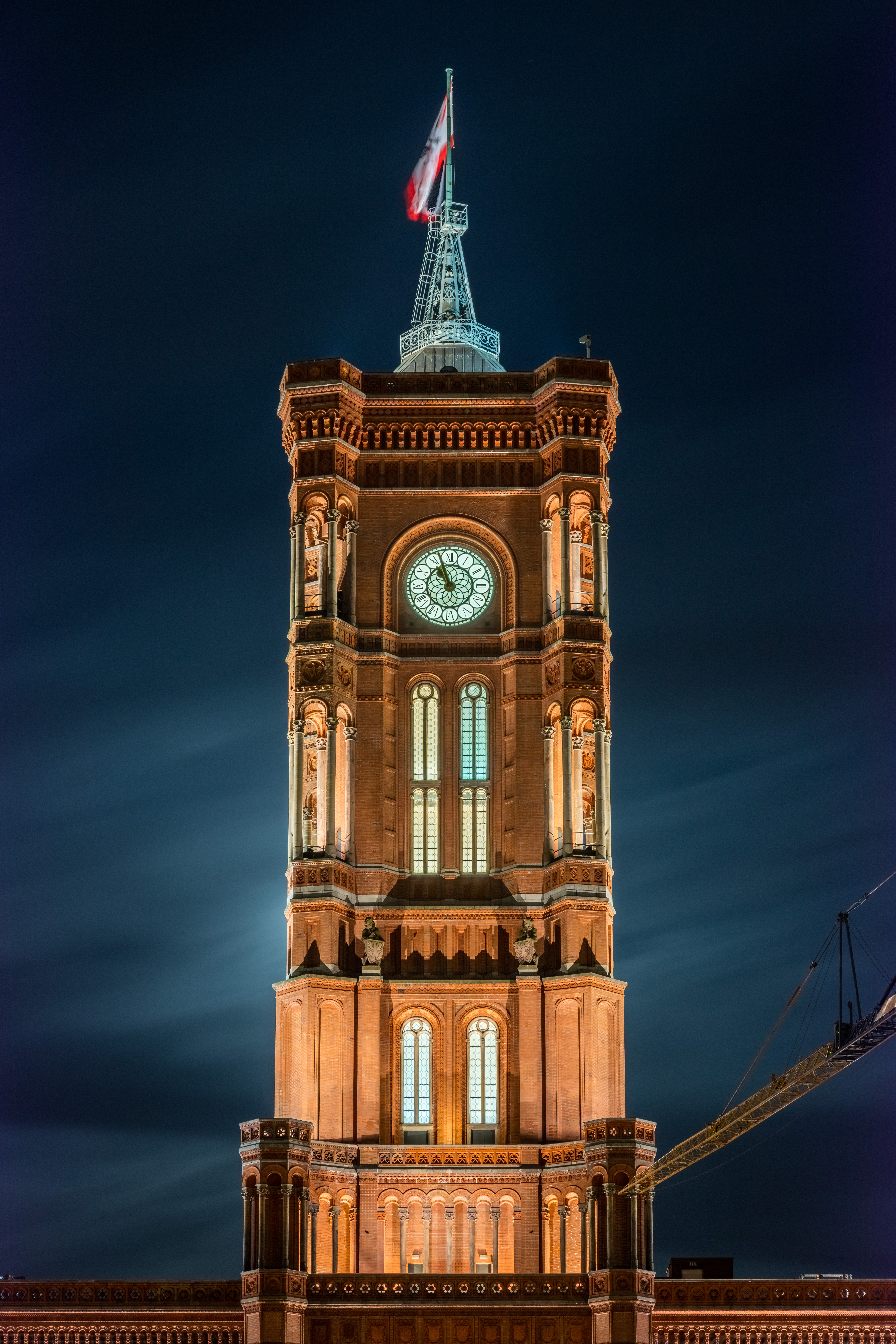
Detalle de la torre por la noche.

El Ayuntamiento rojo (en alemán: Rotes Rathaus) es la sede del ayuntamiento de Berlín, localizado en la Rathausstraße en el distrito de Mitte. El edificio sirve como sede del alcalde y del gobierno del estado federado de Berlín. El nombre de Rotes Rathaus procede del color rojo de los ladrillos de su fachada. 

## Historia
El inmueble fue construido entre 1861 y 1869 con un proyecto del arquitecto Hermann Friedrich Waesemann, con un estilo renacentista del norte de Italia . La arquitectura de la torre se inspiró en el modelo de las torres de la catedral de Laon en Francia. Este edificio sustituyó a varias edificaciones previas procedentes de la Edad Media, que ocupaban toda la manzana.
Sufrió graves daños durante los bombardeos aliados en la Segunda Guerra Mundial. Al quedar enclavado en el sector de la ciudad ocupado por los soviéticos, cumplió las funciones de ayuntamiento de Berlín Este, después de su reconstrucción durante la década de 1950 de acuerdo a los planos originales, mientras que el Rathaus Schöneberg, sirvió como sede del senado de Berlín Oeste. Después de la reunificación alemana, la administración de Berlín se trasladó a este edificio en 1991.